# Fascicularia bicolor
Fascicularia bicolor, chupalla o achupalla es una especie fanerógama de la familia Bromeliaceae, nativa de Chile.

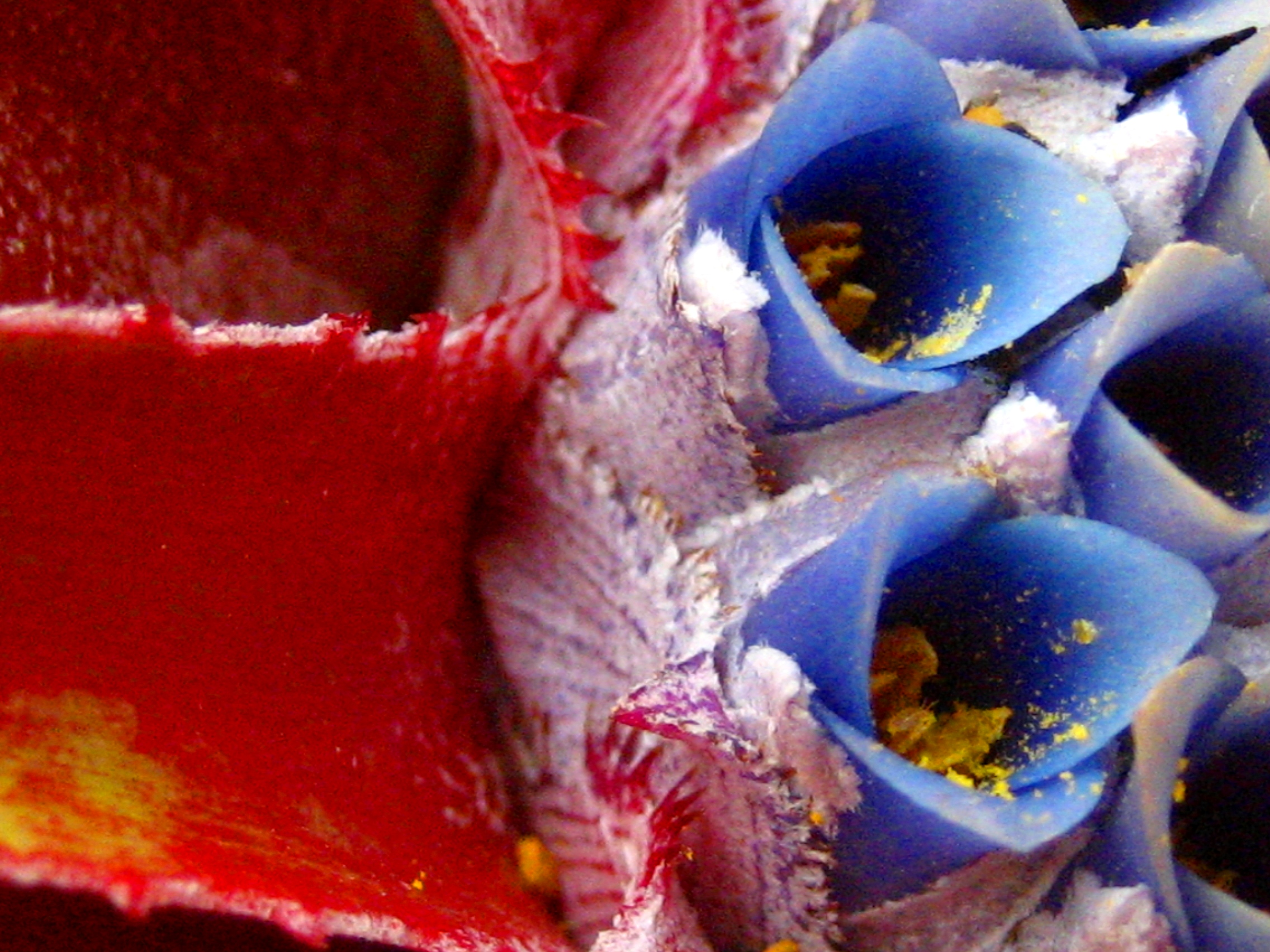
Detalle de la flor

## Descripción
Es una planta epifita (que igualmente puede vivir en suelos drenados). Su estructura se expande 50 cm, tanto de largo como de ancho, con hojas caulinares en roseta. 
Puede encontrarse asociadas al bosque siempreverde primario, siendo capaz de soportar temperaturas de hasta -10 °C.

## Usos
Los frutos comestibles son similares a los de la especie Greigia sphacelata (“chupón”), pero de tamaño más pequeño; se consumen del mismo modo que estos.
Planta con valor ornamental para parques y de jardín.

## Taxonomía
Fascicularia bicolor fue descrita por (Ruiz & Pav.) Mez y publicado en Monographiae Phanerogamarum 9: 9. 1896.
Etimología
Fascicularis: nombre genérico que proviene una palabra latina que significa "paquete" y describe la forma en que las hojas se unen al tallo de la hoja en pequeños racimos o "fascículos"
bicolor: epíteto latino que significa "con dos colores".
Sinonimia
- Billbergia bicolor (Ruiz & Pav.) Schult. & Schult.f.
- Bromelia bicolor Ruiz & Pav.
- Hechtia gracilis hort. ex Haage & Schmidt
- Rhodostachys bicolor (Ruiz & Pav.) Baker

## Nombre común
- Puñeñe, poe, chupón, achupalla,[8] chupalla.